# Murcia Open 2025
Il Murcia Open 2025, noto anche come Costa Cálida Region de Murcia, è stato un torneo maschile di tennis professionistico. È stata la 6ª edizione del torneo, facente parte della categoria Challenger 75 nell'ambito dell'ATP Challenger Tour 2025, con un montepremi di 91 000 €. Si è giocato dal 17 al 23 marzo 2025 sui campi in terra rossa del Murcia Club de Tenis 1919 di Murcia, in Spagna.

## Partecipanti

### Teste di serie
| Nazionalità | Giocatore           | Ranking* | Testa di serie |
| ----------- | ------------------- | -------- | -------------- |
| Ungheria    | Márton Fucsovics    | 89       | 1              |
| Paesi Bassi | Jesper de Jong      | 106      | 2              |
| Spagna      | Pablo Carreño Busta | 112      | 3              |
| Austria     | Sebastian Ofner     | 127      | 4              |
| India       | Sumit Nagal         | 132      | 5              |
| Francia     | Harold Mayot        | 133      | 6              |
| Croazia     | Marin Čilić         | 142      | 7              |
| Francia     | Kyrian Jacquet      | 154      | 8              |

* Ranking al 3 marzo 2025.

### Altri partecipanti
I seguenti giocatori hanno ricevuto una wild card per il tabellone principale:
- Ivan Gakhov
- Pablo Llamas Ruiz
- Bernabé Zapata Miralles

Il seguente giocatore è entrato in tabellone con il ranking protetto:
- Kimmer Coppejans

Il seguente giocatore è entrato in tabellone come special exempt:
- Jelle Sels

Il seguente giocatore è entrato in tabellone come alternate:
- Denis Yevseyev

I seguenti giocatori sono passati dalle qualificazioni:
- Valentin Vacherot
- Raul Brancaccio
- Miguel Damas
- Nicolás Álvarez Varona
- Justin Engel
- Daniel Mérida

Il seguente giocatore è entrato in tabellone come lucky loser:
- Gabriele Pennaforti

## Punti e montepremi
| Torneo    | Torneo              | V     | F     | SF    | QF    | 2T    | 1T  | Q | Q2  | Q1  |
| Singolare | Punti               | 75    | 44    | 22    | 12    | 6     | 0   | 4 | 2   | 0   |
| Singolare | Premi in denaro (€) | 9,880 | 5,820 | 3,450 | 2,000 | 1,165 | 720 | – | 360 | 185 |
| Doppio    | Punti               | 75    | 44    | 22    | 12    | –     | 0   | – | –   | –   |
| Doppio    | Premi in denaro (€) | 4,250 | 2,450 | 1,480 | 880   | –     | 500 | – | –   | –   |

## Campioni

### Singolare
Carlos Taberner ha sconfitto in finale  Jesper de Jong con il punteggio di 7–6(3), 4–6, 6–2.

### Doppio
Grégoire Jacq /  Orlando Luz hanno sconfitto in finale  Jesper de Jong /  Mats Hermans con il punteggio di 6–4, 6–4.